# Elisabeth Johannisson
Ingrid Elisabeth Johannisson, född 15 september 1934 i Ronneby, är en svensk läkare.
Johannisson blev medicine licentiat i Stockholm 1963, medicine doktor 1968 och docent i klinisk cytologi vid Karolinska Institutet samma år. Hon studerade vid Memorial Hospital i New York 1963 och 1964, var tillförordnad laborator på hormonlaboratoriet vid Karolinska sjukhuset 1965–1968, biträdande professor vid WHO Research and Training Centre on Human Reproduction i Stockholm 1968–1972, Medical Officer hos Världshälsoorganisationen (WHO) i Genève 1972–1975, professor agrégé vid universitetet i Genève 1975–1982, chef för cytologiska laboratoriet på kvinnokliniken vid universitetet i Basel 1982–1985 och professor agrégé vid universitetet i Genève från 1986. 
Johannisson blev sekreterare i General International Committee for Research in Reproduction (ICCR) 1982, skattmästare i International Federation of Fertility Societies 1983, medlem av Board of Trustees International Health Foundation 1992 och medlem i International Advisory Board of the Family Planning and Sexual and Reproductive Health Course of the Netherlands School of Public Health 1994. Hon har författat skrifter i cellbiologi och kontraceptiv forskning.